# Federico Gonzaga
Federico Gonzagaa (Mântua, 16 de fevereiro de 1533 - Mântua, 21 de fevereiro de 1565), foi um cardeal do século XVII.

## Nascimento
Nasceu em Mântua em No início de julho de 1540. Dos duques de Mântua. Filho póstumo de Federico II Gonzaga e Margherita Paleologa, marquesa de Monferrato. patrício veneziano. Chamado de Cardeal de Monferrato. Seu irmão mais velho, Francesco, era duque de Mântua; e quando morreu, Guglielmo, o segundo filho do sexo masculino, tornou-se duque de Mântua. Sobrinho do Cardeal Ercole Gonzaga (1527). Outros cardeais da família foram: Francesco Gonzaga (1461); Sigismondo Gonzaga (1505); Pirro Gonzaga (1527); Francesco Gonzaga (1561); Giovanni Vincenzo Gonzaga, OSIo.Hier. (1578); Scipione Gonzaga (1587); Fernando Gonzaga (1607); Vicente II Gonzaga (1615).

## Educação
Foi criado sob a tutela de sua mãe e de seus tios, o cardeal Ercole e Ferrante Gonzaga, vice-rei da Sicília, duque de Guastalla, futuro governador do Ducado de Milão. Ele estudou na Universidade de Bolonha.

## Ordens sagradas
(Nenhuma informação encontrada). Foi promovido ao cardinalato a pedido de seu tio, o cardeal Ercole; de seu irmão Guglielmo, duque de Mântua; de seu primo Cesare Gonzaga, duque de Guastalla; e do irmão deste último, o cardeal Francesco Goznaga, promovido em 26 de fevereiro de 1561; e do bispo de Fano Ippolito Capilupi.

## Cardinalato
Criado cardeal sacerdote no consistório de 6 de janeiro de 1563; recebeu o barrete vermelho e o título de S. Maria Nuova, diaconaria pro illa vice elevada a título, em 27 de março de 1563. Houve uma insatisfação generalizada com sua promoção devido à sua tenra idade e falta de experiência.

## Episcopado
Administrador da diocese de Mântua, com dispensa por ainda não ter atingido a idade canônica, 4 de junho de 1563. Legado em Mântua, 1564. Concedido o título de bispo de Mântua, 16 de outubro de 1564. Nunca recebeu a consagração episcopal.

## Morte
Morreu em Mântua 21 de fevereiro de 1565, às 13h. Sepultado junto ao altar-mor da catedral dos Santos Pedro e Paulo, Mântua